# Machan
Machan – włosko-niemiecko-lankijski film komediowy z 2008 roku w reżyserii Uberto Pasoliniego, będący jego pełnometrażowym debiutem. Obraz miał swoją światową premierę na MFF w Toronto. Akcja rozgrywa się przede wszystkim na Sri Lance, częściowo również w Bawarii. Film opowiada prawdziwą historię 23 mieszkańców Sri Lanki, którzy - rozpaczliwie pragnąc poprawy swego bytu - wyjeżdżają do Niemiec, udając narodową drużynę piłki ręcznej.

## Fabuła
Syngaleski buddysta Manoj i chrześcijanin Stanley są przyjaciółmi, marzącymi o wyjeździe do Niemiec. Wydaje im się, że emigracja rozwiąże wszystkie ich problemy. Mimo wielu prób ambasada niemiecka wciąż odmawia im wizy. Pewnego dnia przyjaciele wpadają na pomysł. Bawaria zaprasza zawodników ze Sri Lanki na mecz piłki ręcznej. Co prawda na Sri Lance nikt nie gra w tę grę, ale Stanley i Manoj widzą w tym szansę na wyjazd. Zamawiają na bazarze koszulki z napisami narodowa drużyna Sri Lanki i rozglądają się w poszukiwaniu zawodników do drużyny. Nikt nie musi umieć grać, bo i tak zamierzają natychmiast po przyjeździe zniknąć w pogoni za pracą. Wśród zawodników trafia się żigolak zbierający pieniądze na ślub z ukochaną i kelner męczony przez żonę snem o Zachodzie, czy grabarz, który pochował całą swoją rodzinę.

## Obsada
- Dharmapriya Dias – Stanley
- Gihan De Chickera – Manoj
- Dharshan Dharmaraj – Suresh
- Namal Jayasinghe – Vijith
- Sujeewa Priyalal – Piyal